# Контрада Мари (Терамо)
Контрада Мари (итал. Contrada Marri) је насеље у Италији у округу Терамо, региону Абруцо.
Према процени из 2011. у насељу је живело 29 становника. Насеље се налази на надморској висини од 235 м.